# Samuel Pizzetti
Pour les articles homonymes, voir Pizzetti.
Samuel Pizzetti (né le 16 octobre 1986 à Codogno) est un nageur italien, spécialiste des 800 et 1 500 mètres nage libre.
Sportif aux classements irréguliers, il est vice-champion d'Europe du 800 m nage libre en 2008 et double médaillé de bronze aux championnats d'Europe 2010, en 800 m et 1 500 m nage libre, sa distance de prédilection. 

## Biographie
En 2004, lors des championnats d’Europe juniors disputés à Lisbonne, il se classe 3e du 1 500 m nage libre, derrière Paul Biedermann et Sébastien Rouault. Également engagé dans le 400 m et le relais 4 × 200 m nage libre, il termine, respectivement, aux 15e et 5e places.
L'année suivante, sélectionné avec Simone Ercoli pour représenter l'Italie dans l'épreuve du 1 500 m nage libre des Jeux méditerranéens, il obtient une médaille de bronze, devancé une nouvelle fois par Sébastien Rouault, le vainqueur, et le Grec Spyrídon Yanniótis. À la fin de l'année, lors des championnats d'Europe en petit bassin, il termine 11e du 1 500 m nage libre.
Absent des deux championnats continentaux 2006 (grand et petit bassin), de celui de 2007 et des mondiaux 2007, il rejoint à nouveau l'équipe italienne lors des championnats d'Europe 2008 à Eindhoven, où il est aligné au départ des 400, 800 et 1 500 m nage libre. 10e du 400 m, il se classe à une modeste 12e place dans sa distance de prédilection mais obtient le titre de vice-champion du 800 m, derrière le Hongrois Gergő Kis, dont la victoire, assurée dès les 200 mètres, est aisée avec une avance à l'arrivée de 2 s 15.
Sélectionné, avec Federico Colbertaldo,  pour le 1 500 m des Jeux olympiques 2008, il ne se qualifie pas pour la finale et son temps de 15 min 07 s 02 le classe à la 17e place.
L'année suivante, il est présent aux championnats du monde organisés dans la capitale de son pays, où il participe aux 800 et 1 500 m nage libre. Il est éliminé en série du 800 m, avec une place de 5e et un temps de 7 min 59 s 67. Arrivé 4e de sa série du 1 500 m, il améliore son record personnel en 15 min 0 s 70 ; ce chrono est le 8e des séries cumulées et lui permet d'accéder à la finale où, nageant moins vite de 8 s 68, il se classe dernier.
Aux championnats d'Europe 2010 disputés à Budapest, il réalise, le 10 août 2010, le meilleur temps des séries éliminatoires (15 min 03 s 32). Dans la finale remportée le lendemain par le Français Sébastien Rouault, il bat son record personnel et passe sous la barre des 15 minutes mais doit se contenter de la 3e place. Deux jours plus tard, il obtient une nouvelle médaille de bronze, cette fois-ci lors du 800 m nage libre.

## Palmarès

### Jeux olympiques
| Épreuve / Édition  | Pékin 2008         |
| 1 500 m nage libre | 17e 15 min 07 s 02 |

### Championnats du monde
| Épreuve / Édition  | Rome 2009         |
| 800 m nage libre   | 16e 7 min 59 s 67 |
| 1 500 m nage libre | 8e 15 min 19 s 38 |

### Championnats d'Europe
| Épreuve / Édition    | Grand bassin         | Grand bassin          | Grand bassin         |
| Épreuve / Édition    | Eindhoven 2008       | Budapest 2010         | Debrecen 2012        |
| 400 m nage libre     | 10e 3 min 50 s 26    | -                     | Bronze 3 min 48 s 66 |
| 800 m nage libre     | Argent 7 min 54 s 09 | Bronze 7 min 49 s 94  |                      |
| 1 500 m nage libre   | 12e 15 min 38 s 50   | Bronze 14 min 59 s 76 |                      |
| 4 × 200 m nage libre |                      |                       | Argent 7 min 13 s 10 |

| Épreuve / Édition  | Petit bassin       | Petit bassin          | Petit bassin       |
| Épreuve / Édition  | Trieste 2005       | Rijeka 2008           | Istanbul 2009      |
| 1 500 m nage libre | 11e 14 min 56 s 17 | Bronze 14 min 31 s 60 | 15e 14 min 54 s 32 |

### Jeux méditerranéens
| Épreuve / Édition  | Almería 2005          | Pescara 2009         |
| 400 m nage libre   | -                     | Argent 3 min 48 s 37 |
| 1 500 m nage libre | Bronze 15 min 27 s 37 | 4e 15 min 19 s 27 s  |

### Championnats d'Europe juniors
| Épreuve / Édition    | Lisbonne 2004         |
| 400 m nage libre     | 15e 4 min 01 s 18     |
| 1 500 m nage libre   | Bronze 15 min 25 s 09 |
| 4 × 200 m nage libre | 5e 7 min 33 s 26      |

## Records

### Records personnels
Ces tableaux détaillent les records personnels de Samuel Pizzetti en grand et petit bassin à ce jour.
| Épreuve            | Temps          | Compétition           | Lieu              | Date         |
| 800 m nage libre   | 7 min 48 s 13  | Championnats d'Italie | Pescara, Italie   | 26 mai 2009  |
| 1 500 m nage libre | 14 min 59 s 76 | Championnats d'Europe | Budapest, Hongrie | 11 août 2010 |

| Épreuve            | Temps          | Compétition           | Lieu            | Date             |
| 800 m nage libre   | 7 min 45 s 01  | Championnats d'Europe | Rijeka, Croatie | 13 décembre 2008 |
| 1 500 m nage libre | 14 min 31 s 60 | Championnats d'Europe | Rijeka, Croatie | 13 décembre 2008 |